# Brasted
Brasted es una parroquia civil y un pueblo del distrito de Sevenoaks, en el condado de Kent (Inglaterra).

## Geografía
Según la Oficina Nacional de Estadística británica, Brasted tiene una superficie de 14,54 km².

## Demografía
Según el censo de 2001, Brasted tenía 1321 habitantes (47,99% varones, 52,01% mujeres) y una densidad de población de 90,85 hab/km². El 18,09% eran menores de 16 años, el 73,88% tenían entre 16 y 74 y el 8,02% eran mayores de 74. La media de edad era de 42,07 años. Del total de habitantes con 16 o más años, el 26,71% estaban solteros, el 59,33% casados y el 13,96% divorciados o viudos.
El 92,66% de los habitantes eran originarios del Reino Unido. El resto de países europeos englobaban al 2,65% de la población, mientras que el 4,69% había nacido en cualquier otro lugar. Según su grupo étnico, el 98,86% eran blancos, el 0,38% mestizos, el 0,23% asiáticos, el 0,23% negros y el 0,3% de cualquier otro salvo chinos. El cristianismo era profesado por el 75,27%, el judaísmo por el 0,76%, el islam por el 0,23% y cualquier otra religión, salvo el budismo, el hinduismo y el sijismo, por el 0,23%. El 13,73% no eran religiosos y el 9,79% no marcaron ninguna opción en el censo.
579 habitantes eran económicamente activos, 576 de ellos (99,48%) empleados y 3 (0,52%) desempleados. Había 527 hogares con residentes, 25 vacíos y 7 eran alojamientos vacacionales o segundas residencias.